# Павел Јозеф Шафарик
Павел Јозеф Шафарик, такође по новијем Павол Јозеф Шафарик, у Србији познат као Павле Јосиф Шафарик; (слч. Pavel Jozef Šafárik; Кобељарово, 13. мај 1795. — Праг, 26. јун 1861) био је словачки и чешки писац, историчар, етнограф, филолог и лингвиста словачког порекла. Оснивач је славистике као научне дисциплине (поред Ј. Добровског и Ј. Копитара) и један од првих слависта.
Најпознатији је по свом делу Историја словенских језика и књижевности свих дијалеката, које открива велики допринос словенске културе општој европској култури.

## Биографија
П. Ј. Шафарик је у најбољим својим годинама живео и радио у Новом Саду, у који долази 1819. године, након стицања доктората. Тада је изабран за директора и првог професора Српске велике православне гимназије у Новом Саду, основане неколико година пре тога (1810. године). Током новосадског периода је за шире истраживачке подухвате на проучавању језика и књижевности Јужних Словена стекао многе присталице, па и кнеза Милоша у Србији, Његоша у Црној Гори и Људевита Гаја у Хрватској. У исто време, био је председник првог читалачко-претплатничког и ученог друштва Словака у Војводини (лат. „Societas slavica“). Утицао је и на покретање часописа Сербска летопис 1824. године, и оснивање Матице српске 1826. године.
У Новом Саду се 1822. године оженио Јулијом Амбрози де Седен (слч. Júlia Ambrózyová), која је била пореклом из нижег словачког племства. Имали су једанаесторо деце, од којих је само четворо доживело одрасло доба. Њихов најстарији син Војтех Шафарик написао је биографију свог оца: „Co vyprávěl P. J. Šafařík“ (Шта је говорио П. Ј. Шафарик) а унук по ћерци Божени, историчар, познати истраживач историје Словена Константин Јиречек, бавио се историјом Срба и других јужнословенских народа. Јиречек је и аутор студије о свом деди П. Ј. Шафарику: „Šafařík mezi Jihoslovany“ (Шафарик међу Југословенима).
Био је један од водећих људи Словачког народног препорода (друго раздобље препорода), који су се у првом реду борили против мађаризације и већином имали панславистичка убеђења. Панслависти су у то време сматрали да су поједини словенски народи само племена јединственог словенског народа а њихови језици само дијалекти јединственог словенског језика. Касније ће ова убеђења бити ублажена и прерасти у идеју словенске узајамности, чији ће Шафарик бити један од идеолога. Идеја словенске узајамности признаваће посебност сваког словенског народа и језика, а у први план ће истицати потребу да сви Словени, као припадници блиских народа сарађују и узајамно се помажу, пре свега у области културе. У складу са оваквим својим убеђењима, Шафарик је покушао да оснује и нову грану археологије - словенску археологију.
Године 1826, постаје дописни члан Ученог друштва из Кракова (пољ. Towarzystwo Naukowe Krakowskie), а годину дана касније и члан Варшавског друштва пријатеља науке (пољ. Towarzystwo Warszawskie Przyjaciół Nauk).
Своје радове је писао на чешком и немачком. У његово време још није извршена коначна стандардизација словачког књижевног језика а међу словачким интелектуалцима није ни постојао јединствен став о потреби стандардизовања словачког. Ситуација је у том погледу била доста поларизована. На једној страни су били чехословакисти на челу са Јаном Коларом, који су сматрали да су Словаци део јединственог чехословачког народа, и да као такви треба да за свој књижевни језик прихвате раније стандардизован чешки. На другој страни су биле присталице стандардизације засебног словачког књижевног језика на челу са Људовитом Штуром а пре њега Антоном Бернолаком. Шафарик је покушавао да заузме помирљив став између ове две супротстављене струје, и био је присталица употребе словакизираног чешког језика, као књижевног језика Словака. У збирци текстова Гласови о потреби јединства књижевног језика за Чехе, Морављане и Словаке (чеш. „Hlasowé o potřebě jednoty spisowného jazyka pro Čechy, Morawany a Slowáky“), коју је приредио Јан Колар 1846. године, Шафарик упућује критику, донекле ублажену, Људовиту Штуру због његовог рада (започетог 1843. године) на стандардизацији словачког књижевног језика. Иако није видео потребу за засебним књижевним језиком Словака, Шафарик је сматрао да су Словаци и Чеси два засебна етницитета, што експлицитно наводи у свом делу Историја словенских језика и књижевности свих дијалеката.
Шафарик је имао исте погледе на српски језик као и Вук Стефановић Караџић. Иако није писао на српском и није био Србин, у великој мери је утицао на филологију српског језика у 19. веку. И Шафарик и Вук су имали исте погледе на корпус српског језика и књижевности. Име Шафарика треба да буде убележено као име пријатеља српског језика, писца прве историје српског језика и једног од најзначајнијих српских библиографа свих времена. За Србе је од посебног значаја дело Шафарика: Српска читанка или историјско и критичко објашњење српског народног језика,, где је први пут дат правилан поглед на порекло српског језика и приказана његова кратка историја.

### Словачка1795–1815. године
П. Ј. Шафарик је пореклом из источне Словачке, из сиромашног места Кобељарово. Његов отац Павел је у младости био учитељ, а касније је, највероватније из финансијских разлога постао евангелички пастор у Кобељарову. Шафарикова мајка Катарина, рођена Карес (слч. Katarína Káresová), била је пореклом из сиромашне породице, која је припадала нижем племству. Млади Шафарик је основно образовање стекао у кући, од оца, а касније, у периоду од 1806. до 1810. године, похађао је гимназију најпре у месту Рожњава а затим, од 1808. у оближњој Добшини. У Добшини је завршио три разреда за две године са одличним успехом и добро савладао латински, немачки и мађарски језик.
Завршивши гимназију у Добшини исцрпео је могућности школовања у завичају, па године 1810. одлази у Кежмарок. Тамо проводи следеће четири године студирајући на Евангеличком лицеју, где слуша филозофију, теологију и мађарско право.
Знање које је стицао на предавањима, надограђивао је самосталним истраживањем, у чему му је помагала богата библиотека лицеја, али и књиге и часописи које је сам куповао. Током студија се дружио са пољским, српским и русинским студентима, што је утицало на његову словенску оријентацију, као и на његово књижевно, а нарочито песничко стваралаштво. Развио је љубав према словачком и чешком језику а затим и српском и уопште, према свим словенским језицима. Временом долази до става, да су сви словенски језици у ствари дијалекти једног јединственог словенског језика.
По препоруци директора или неког од професора Шафарик је као изванредан студент добио 1812. године место приватног учитеља у породици Давида Голдбергера.
Дана 14. децембра исте године умире његова мајка, а његов отац се нешто касније жени други пут.
Студије у Кежмарку Шафарик је апсолвирао 1814. године, завршивши сва три курса: филозофски, политичко-правни и теолошки.

### Немачка1815–1817. године
Године 1815., после једногодишњег педагошког рада наставио је, по жељи свога оца, школовање на Универзитету у Јени, где је студирао теологију.
У Јени је, живећи веома скромно, провео две године. Овде се поред студија, бавио и песничким стваралаштвом, а резултат тога је седамнаест песама написаних у периоду 1815–1816. године, које су изашле у Бечу.
Три семестра студија у Јени била су врло значајна у формирању Шафарика као научника. У Јени је савладао критичке методе научног истраживања и стекао темељну методолошку припрему за научни рад. После три семестра отишао је из Јене нерадо, али ипак са сведочанством које је издао проректор Данзо. Разлози за његов преурањени одлазак објашњавају се на два начина, или административном забраном аустријских власти младићима из Угарске да студирају у Немачкој или проблемима финансијске природе. Враћа се у Словачку преко Лајпцига и Прага (у коме се задржао месец дана).

### Словачка1817—1819. године
Током лета 1817. године Шафарик добија понуду Гашпара Кубинија (слч. Gašpar Kubíny) из Пожуна, да буде приватни учитељ његовог сина Ладислава. Понуду је прихватио, јер је породица Кубини била утицајна у круговима везаним за научни и културни живот Угарске, а и због чињенице да му је овакво постављење омогућавало научни рад. Кубинијеви су јако добро награђивали његове услуге, сматрали су га за породичног пријатеља, међу Шафариком и њима владали су скоро фамилијарни односи.
Педагошки рад код Кубинијевих у Пожуну (данашња Братислава) се за Шафарика завршио крајем јула 1819. године. Следи одлазак из тих крајева, што ће Словаци и Чеси сматрати својим губитком. Одлази у Нови Сад а последње дане пре тога проводи у родном крају, у који се касније неће враћати.

### Међу Србима1819–1833. године
Шафарик је по доласку у Нови Сад, међу Србе донео европски дух и словенско братство. Повезао се са тадашњом српском интелигенијом, покренуо многа културна питања и успоставио свесловенске везе. Био је познаник архимандрита шишатовачког Лукијана Мушицког, Јована Хаџића, Платона Атанацковића, Георгија Магарашевића и других. Функцију директора Српске велике православне гимназије П. Ј. Шафарик је преузео после свечаног говора, који је одржао на латинском језику. У говору је изнео историју гимназије, говорио је о професорима и њиховим дужностима а затим о својим педагошким погледима на концепцију школе. Упознао је присутне са предлогом реформи, које је планирао да спроведе.
Нови директор је оставио на Србе врло повољан утисак. У гимназији, у којој су осим њега сви професори били Срби, је на функцији директора провео пуних пет година. Као директор имао је јако амбициозне планове. Његова концепција се састојала у стварању гимназије према класичним грчким узорима. Одмах по доласку на дужност направио је мање измене у програму, и увео и проширио предмете у вези са цртањем и сликањем. Иницирао је и прикупљање књига за будућу библиотеку гимназије. Приликом инаугурације рекао је да ће сам да предаје математику (алгебру и геометрију), физику, логику, реторику, поезију, стилистику. Предавао је и језике: латински и немачки а касније, по ступању на снагу мађаризаторских закона, и мађарски језик као наставни предмет.
Током прве две године боравка у Новом Саду становао је код богатог грађанина Сервицког. Године 1821, Шафарик је замољен од стране Тоше Стратимировића (1778—1832), синовца митрополита карловачког Стефана Стратимировића, велепоседника из породице Стратимировић из Кулпина, покровитеља словачке културе, да преузме бригу о образовању његовог сина Милоша. У породици Стратимировић била је традиција да се за образовање и васпитање синова, ангажују приватни учитељи из редова образованих људи, углавном Словака евангелика. У знак захвалности, добио је на располагање део куће у Новом Саду, где је становао а за храну се бринула послуга, коју су плаћали његови станодавци. Шафарик је Милошу држао часове у граду, али је посећивао и имање Стратимировића у Кулпину, и ту радио на својим научним делима.
Дана 17. јуна 1822. године се оженио 19-годишњом Јулијом Амбрози. Рођена је у Великој Кикинди 19. новембра 1803. године а њени родитељи су били пореклом из Словачке. Како наводе његови биографи, Шафарикова супруга је била јако интелигентна и темпераментна особа, а говорила је и четири словенска језика: словачки, српски, чешки и руски, те је своме супругу много помагала у раду.
Шафарикова каријера је озбиљно угрожена 1824. године, када су аустријске власти забраниле Српској православној цркви запошљавање евангеличких интелектуалаца из Угарске у гимназијама и у својим службама. Шафарик је представљао изузетак, с тим да више није могао бити директор. Ипак, тада почињу да му се догађају разне потешкоће а финансијски проблеми се гомилају.
Током новосадског периода је брачни пар Шафарик добио петоро деце. Пошто више није био директор, Шафарикова примања су се смањила и то управо у време када му је новац био преко потребан, јер су му се интензивно рађала деца. Покушавао је да нађе професорско место у Словачкој, али из различитих разлога није прихватио неке прилично добре понуде. У то време ради на сакупљању материјала и издавању словачких народних песама. У овом периоду настаје и његово најпознатије дело Историја словенских језика и књижевности свих дијалеката.
У Новом Саду Шафарик је сакупио много разноврсног материјала, који је касније, током боравка у Прагу, користио за свој рад. Податке је прикупљао користећи приватне библиотеке богатијих грађана Новог Сада, фрушкогорских манастира и Митрополијску библиотеку у Сремским Карловцима. Доста материјала добио је од Лукијана Мушицког и других личности из културног и јавног живота, са којима се сусретао или водио преписку.
Дана 22. децембра 1832. године даје оставку на место професора, а 6. априла 1833. године напушта Нови Сад. После неуспелог покушаја да добије место професора и библиотекара у Русији, одлази на позив пријатеља преко Будимпеште и Пожуна у Праг. Његову словенску културну мисију наставиће у Србији синовац лекар др Јанко Шафарик, професор и ректор Београдског Лицеја, велики културни и научни радник.
Млади, рано преминули "први српски драмски писац" Стеван Н. Стефановић (1806—1828) из Новог Сада је написао Оду Др Павлу Шафарику. Иста је објављена тек 1841. године у Бачкој Вили. Талентовани Стефановић се захвалио свом професору и у име свих професорових познавалаца и поштовалаца Срба.

### Чешка1833–1861.
Шафарик са породицом стиже у Праг 4. маја 1833. године. Он тада покушава да пре свега обезбеди своју породицу, али и да стекне могућности за свој научни рад. Овде ће, између осталог бити управник (од 1841. године) а касније (од 1848) директор Универзитетске библиотеке а уређиваће и часописе „Muzejník“ (часопис чешког Народног музеја) и „Světozor“. Од својих чешких пријатеља добијаће износ од 380 златника годишње како би своје радове писао искључиво на чешком језику. Све време боравка у Прагу, а нарочито током 40-тих година, егзистенција Шафарикових зависиће од тог новца. Породица ће се проширити, добиће још деце. Са друге стране научни рад биће главни смисао Шафариковог живота током боравка у Прагу.
Револуционарне 1848. године углавном је прикупљао материјале за књиге из области историје старих Словена. Те године постао је директор Универзитетске библиотеке у Прагу и професор словенске филологије на прашком Универзитету, али је 1849. поднео оставку на ово друго и остао је само шеф Универзитетске библиотеке. Разлог за оставку било је његово учешће током револуције 1848-1849. на Свесловенском конгресу у Прагу у јуну 1848. године. Један је од главних организатора овог конгреса, а присутни посланици су га ценили као "словенског апостола". Овиме је постао сумњив за аустријске власти. Током апсолутистичког периода након пораза револуције, живео је повучено и проучавао посебно стару чешку књижевност и старословенске текстове и културу.
У својој 61. години Шафарик се разболео, почео је и да пати од разних фобија. Патио је и од депресије, иако више није имао материјалних потешкоћа и није морао да брине о породици. Депресија је била узрок његовог скока у реку Влтаву 23. маја 1860. године. Био је спашен, а цео случај је изазвао много узбуђења у јавности.
Почетком октобра 1860. године даје отказ на место директора универзитетске библиотеке. Цар Франц Јозеф I прихвата његов отказ својеручно му написавши писмо са одговором, при чему му даје пензију у износу пуне плате. У то време Шафарик се креће само уз помоћ штапа и здравље га нагло напушта.
Умро је 26. јуна 1861. године. Сахрањен је у Прагу, на евангеличком гробљу Карлин. Године 1900, његови посмртни остаци су пренети на највеће прашко гробље - Олшанско гробље. На његовом надгробном споменику уклесан је епитаф, у коме је цитиран први стих из Похвале кнезу Лазару у изворној црквенословенској верзији: „В красних мира сего в’спитал се јеси от јуности својеје“.

## Наслеђе
По Шафарику су именовани:
- Универзитет Павла Јозефа Шафарика у Кошицама.
- Шафарикова - улица у многим словачким градовима.
- Град Шафариково у годинама 1948 — 1990. данас Торнаља.
- Основна школа П. Ј. Шафарика у Торнаљи .
- Гимназија П. Ј. Шафарик у Рожњави.
- Шафариков трг у Братислави.
- У Новом Саду и Београду су по њему именоване улице, као и у многим словачким насељима у Србији.
- У Србији Словачки културни центар Павел Јозеф Шафарик у Новом Саду.
- У Србији Словачко културно просветно друштво  Шафарик у Добановцима.

## Дела

### Поезија
- – "Растанак са музом"
- – "Причињење Славомилово"
- , (Љевоча, 1814), ода барону Ондреју Маријашију, патрону Евангеличког лицеја у Кежмарку
- , (Љевоча, 1814) – "Татранска муза са лиром словенском", збирка песама инспирисана класичном европском књижевношћу тога времена (Фридрих Шилер) и словачким народним предањима (Јурај Јаношик)

### Научна литература
- , (Беч, 1817) – "Говорећи Словенима", дело инспирисано Хердером, позив Морављанима, Словацима и Чесима да сабирају своје народне умотворине
- , (Пожун, 1818) – "Почеци чешког песништва, нарочито прозодије", заједно са Франтишеком Палацким, где се бави претежно техничким детаљима песничког стваралаштва
- , (Нови Сад, 1819)
- , (Пешта, 1823 – 1827) – "Световне песме народа словачког у Угарској. Сабрали и издали П. Ј. Шафарик, Јан Блахослав и други. 1 - 2"
- , (Пешта, 1826) – "Историја словенских језика и књижевности свих дијалеката", књига енциклопедијског карактера, први покушај систематског и целовитог приказа словенских језика. Овде излаже историју језика и књижевности свих Словена, које схвата као један народ а поједине језике као дијалекте.[6][17]
- , (Будим, 1828) – "О пореклу Словена према Лоренцу Суровјецком", дело замишљено као реакција на текст Суровјецког, које је прерасло у књигу о прапостојбини Словена.[1]
- – "Преглед најновије књижевности илирских Словена до год. 1833."
- (Пешта, 1833) – "Српска читанка или историјско и критичко објашњење српског народног језика", где објашњава карактер, порекло и историјски развој српског језика[18]
- , (Будим, 1834 – 1835) – "Народна певања – Световне песме Словака у Угарској", заједно са Јаном Коларом
- , (Праг, 1837) – "Словенске старине", његово животно дело, прва већа књига о словенској историји и књижевности, где је објаснио да су Словени староседелачки народ у Европи, попут осталих европских народа. Овде описује порекло и историјске околности насељавања Словена на основу обимног изворног материјала. Дело је имало велики одјек и утицај на рецепцију Словена у свету. Хтео је да напише и други део о култури Словена, али није успео.
- , (Праг, 1839), дело о старој књижевности Јужних Словена
- , (Праг, 1840) – "Најстарији споменици чешког језика...", заједно са Франтишеком Палацким
- , (Праг, 1842) – "Словенска етнографија", његово по значају друго дело, покушај целовитог приказа словенске етнографије. Садржи основне податке о појединим словенским народима, насељима, језицима и етничким границама приказаним на географској карти. И овде понавља тезу да су Словени јединствен народ подељен у подгрупе, које назива народним целинама. Сматра да је ранији назив за све Словене био Срби/Серби/Сораби а још старији - Илири. По њему, словенски народ је касније подељен на мања племена а два од њих задржала су своје првобитно име: Лужички Срби (данас мањина у Немачкој) и балкански Срби.[1]
- , (1845) – "Основе старочешке граматике"
- , (Беч, 1850) – "Правно – политичка терминологија словенских језика Аустрије", речник написан заједно са Карлом Ј. Ербеном
- , (1847) – "Неке граматичке форме у језику словенском"
- , (Праг, 1851) – "Споменици древне писмености Јужних Словена", садржи значајне старословенске текстове
- , (Праг, 1853) – "Споменици писмености на глагољици"
- , (Праг, 1857) – "Глагољички фрагменти", заједно са Константином фон Хефлером
- , (Праг, 1858) – "О пореклу и постојбини глагољице"
- , (Праг, 1864 – 65) – "Историја књижевности јужних Словена 1 - 3", постхумно издање, приредио К. Јиречек

Сачуван је део његове кореспонденције, који није уништио спаљивањем.

## Галерија
- Насловна страна Geschichte der slawischen Sprache und Literatur nach allen Mundarten (Пешта, 1826)
- Насловна страна Serbische Lesekörner oder historisch-kritische Beleuchtung der serbischen Mundart (Пешта, 1833)
- Насловна страна Slovanský národopis (Праг, 1842)
- Насловна страна Geschichte der südslawischen Litteratur I  (Праг, 1864)